# Fiefs Vendéens

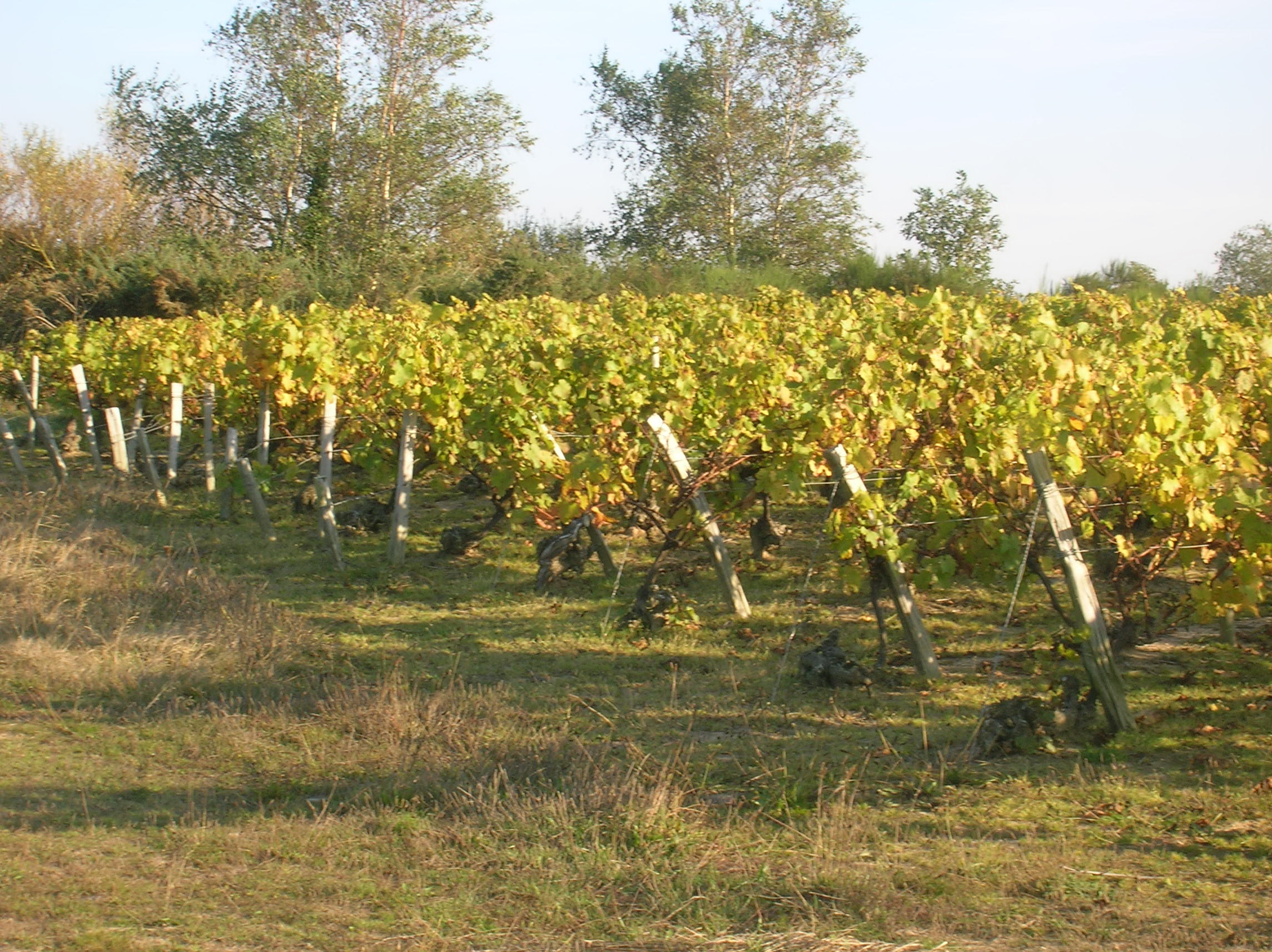
Rebgarten bei Brem-sur-Mer

Das Weinbaugebiet Fiefs Vendéens ist trotz seiner isolierten Lage Teil der Weinbauregion Loire. Das Gebiet wird noch dem Bereich Pays Nantais zugerechnet, liegt jedoch ca. 50 km südlich der Mündung der Loire, auf halbem Weg zwischen Nantes und La Rochelle. Seit dem 24. Oktober 1984 verfügte das Gebiet über den Status eines Vin Délimité de Qualité Supérieur. Im Jahr 2011 wurde das Gebiet zur AOC aufgewertet.
Die zugelassenen Rebflächen verteilen sich auf 19 Gemeinden des Département Vendée. Auf einer bestockten Rebfläche von ca. 480 Hektar werden im Schnitt 26.800 hl Wein erzeugt. Dies entspricht einem gemittelten Ertrag von 56 hl/ha.
Die Appellation ist in fünf Zonen unterteilt:
- Fief Vendéens-Brem mit den Gemeinden Brem-sur-Mer, Bretignolles-sur-Mer, Île-d’Olonne, Landevielle, Olonne-sur-Mer, Vairé sowie Talmont-Saint-Hilaire liegt nur einige Kilometer von der Atlantikküste entfernt. Die frischen Weißweine mit einem leichten Apfelaroma werden aus den Rebsorten Grolleau Gris und Chenin Blanc gekeltert. Der Anteil des Chenin muss dabei mindestens 50 % betragen. Die leichten Roséweine sowie die Rotweine werden auf Basis von Pinot Noir (Anteil mindestens 50 %), Gamay und Cabernet Franc erzeugt.
- Fief Vendéens-Mareuil mit den Gemeinden Bessay, Chaillé-sous-les-Ormeaux, Champ-Saint-Père, Château-Guilbert, Corpe, La Couture, Mareuil-sur-Lay-Dissais, Rosnay, Saint-Florent-des-Bois und Tablier. Dominiert wird der Rebsortenspiegel von Gamay, Cabernet Franc, Cabernet Sauvignon und Pinot Noir. Der Verschnitt ergibt fruchtige Weine mit einem ausgeprägten Johannisbeeraroma. Die Weißweine bestehen zumeist aus den Sorten Chenin Blanc und Chardonnay und sind in der Regel voller und strukturierter als die Weine der Zone Brem.
- Fief Vendéens-Vix als Gemeindeappellation in der Gemeinde Vix
- Fief Vendéens-Pissotte als Gemeindeappellation in der Gemeinde Pissotte
- Fiefs Vendéens-Chantonnay als Gemeindeappellation in der Gemeinde  Chantonnay[2]

Neben den schon erwähnten typischen Rebsorten ist der Anbau von Négrette, Melon de Bourgogne und der Färbertraube Gamay de Chaudenay ebenfalls zugelassen.
Im Allgemeinen sollten die Weine in ihrer Jugend genossen werden. Die optimale Trinktemperatur der Weißweine liegt bei 10–12 °C, die der Rotweine bei 15–16 °C.
In den letzten Jahren bemühen sich einige Winzer, das Potential des Gebiets voll auszuschöpfen. Insbesondere die Rotweine dieser Prestigecuvées können durchaus gelagert werden.

## Klima
Die jährliche mittlere Sonnenscheindauer ist mit über 2.300 Stunden sehr hoch. Allein in dem für die Weinrebe wichtigen Zeitraum von Juni bis September scheint die Sonne durchschnittlich mehr als 1.120 Stunden und erreicht dabei nahezu mediterrane Werte. Im Allgemeinen ist das Klima stark vom Atlantischen Ozean geprägt. In küstennahen Bereichen wie Brem liegt die jährliche Niederschlagsmenge bei 680 mm, im Landesinneren bei Pissotte steigt die Menge schon auf über 800 mm an.
Die Wintermonate sind mit mittleren Temperaturen von mindestens 5 °C sehr mild. Die jährliche mittlere Temperatur liegt bei fast 12 °C (zum Vergleich: im Weinbaugebiet Pfalz liegt dieser Wert bei 10 °C)

## Boden
Die Vendée liegt in einem Übergangsbereich zwischen der Loire und der Region Aquitanien. Während die südlichen Gemeindeappellationen Vix und Pissotte schon auf einem Kalksteinsockel liegen, ruhen die beiden nördlichen Zonen auf primär kristallinen Gesteinsschichten wie dem Schiefer und dem Rhyolith.

## Geschichte
Erste Weinflächen wurden von den Römern auf ihrem Weg nach Norden angelegt. Aber erst der Einfluss großer Klöster belebte den Weinbau ab dem 9. Jahrhundert. Betrieben wurde er in Lehnsgütern der Bistümer, sogenannten Fiefs. Im 17. Jahrhundert schenkte Kardinal Richelieu der Bevölkerung die Weinberge der Bistümer. Das Weinbaugebiet hieß daher noch bis weit in das 20. Jahrhundert Anciens Fiefs du Cardinal also ehemalige Lehnsgüter des Kardinals.